# Arrhopalitidae
Arrhopalitidae (лат.) — семейство коллембол из надсемейства Katiannoidea (Symphypleona).

## Описание
Мелкие коллемболы округлой формы тела, бело-жёлтые. Число глазков редуцировано до 1+1 или 2+2 (не более 4+4). 4-й членик усиков длиннее третьего. Денс (парные образования на прыгательной вилке), как правило, с шипиками. Головчатые волоски на голенелапках (тибиотарзусах) отсутствуют. Всё тело покрыто короткими волосками. Часть видов обитает только в пещерах (троглобионты).

## Классификация
3 рода и около 130 видов.
- Arrhopalites Börner, 1906 — 33 вида[3][4][5][6][7][8]
- Pygmarrhopalites Vargovitsh, 2009 — более 90 видов[9]
  - Pygmarrhopalites tauricus
- Troglopalites Vargovitsh, 2012 — 1 вид